# Копна
Копна́ — уплотнённая конусообразная куча сена или соломы, обычно складываемая на месте уборки. Копна имеет значительно меньший размер по сравнению со стогом и скирдой.

## Этимология
Копна — производное от «копить» (от устаревшего «копа» — куча сена, ржи) в значении «сгребать», образовано при помощи суффикса -н- < -ьн-.

## Изготовление копны
Сено в копны складывают после просушки на месте уборки до влажности 25-40 %. В копнах сено окончательно досушивается. Затем копны складывают в стога, скирды или перевозят под навесы, в сараи. Вес копён составляет 0,75−4 центнера и зависит от величины урожая и условий местности. Для сбора сена в копны могут применяться волокуши и подборщики-копнители. Складывание соломы в копны осуществляется при уборке зерновых культур. Также копны изготовляются в копнителях зерноуборочных комбайнов.
Копна имеет куполообразную форму для обеспечения стекания дождевой воды, не должна иметь углублений на вершине. Вода при проникновении внутрь копны может вызвать прение сена или соломы.
Иногда копны складывают из снопов.

## Копна в современности
С механизацией сельского хозяйства складывание копён постепенно заменяется изготовлением при помощи пресс-подборщиков спрессованных рулонов и брикетов (тюков) сена или соломы, которые транспортируют под навес или из которых непосредственно складывают скирды. Это позволяет уменьшить трудозатраты, ускорить транспортировку и погрузочно-разгрузочные работы, уменьшает объёмы хранилищ, требуемых для хранения. При этом, рулоны и тюки требуют меньшей влажности сена при заготовке, что не всегда возможно и зависит от погодных условий, либо досушки в крытых сооружениях с принудительной вентиляцией, также они меньше защищены от атмосферных осадков при хранении под открытым воздухом без укрытия.

## Мера площади
Копна — устаревшая мера площади сенокосов, равная, согласно межевой инструкции от 25 мая 1876 года (глава 5, статья 9), одной десятой десятины. В конце XVI века 100 копен составляли 5 десятин.
Копна также использовалась как мера сжатого хлеба, была равна либо четырём крестцам по 13 снопов в каждом, либо 100 и 60 снопам.